# 504 a.C.

## Eventos

### Roma
- Cônsules romanos:
  - Segundo Dionísio de Halicarnasso e Louis Morèri: Marco Valério Voluso e Públio Postúmio Tuberto.[1][2] Marco Valério era irmão de Públio Valério Publícola.[1]
  - Segundo Nicolas Lenglet Dufresnoy: Públio Valério Publícola, pela quarta vez, e Tito Lucrécio Tricipitino, pela quarta vez.[3]
- Os sabinos, insatisfeitos após a derrota para os tirrênios, passam a pilhar os campos. Roma envia uma embaixada, que é mal recebida. Roma declara guerra aos sabinos. Esta terminou em um acordo de paz honroso quatro anos depois.[4][Nota 1]
- Públio Valério Publícola triunfa sobre os sabinos e os veios.[5]
- Ápio Cláudio Sabino Inregilense (ou Attus Clausus), um sabino, se estabelece em Roma. O distrito Cláudio é criado, e o número de distritos passa a vinte.[6][7][Nota 2]

### Grécia
- 69a olimpíada: Isômaco de Crotona, vencedor do estádio pela segunda vez.[1][8] Ele havia vencido em 508 a.C..[8]
- Acestórides, arconte de Atenas.[1][9]
- Heráclito e Parmênides, filósofos, florescem por volta desta época.[9]
- Na ilha de Naxos, alguns cidadãos ricos são expulsos pelos pobres, e recorrem a Aristágoras, filho de Molpágoras, que havia sido deixado como governador de Mileto pelo tirano Histieu, quando este foi se encontrar com Dario, em Susa. Aristágonas leva o problema a Artafernes, irmão de Dario, em Sardes. Artafernes convence Dario a conquistar as Cíclades, incluindo Naxos, Paros e Andros.[10][Nota 3]